# Библиофилия
Библиофилията (от старогръцки: βιβλίονφίλος - βιβλίον или bíblion - „книга“ и φίλος или philos - „обич“, тоест „обич към книгата“) е най-общо казано чувството на привързаност и неотделимост от книгите. В същия смисъл библиофилът е човек, който обича книгите или поради тяхното съдържание, или просто защото обича да чете. Често се използва и по-разговорното словосъчетание „книжен плъх“. Библиофилът често – но не и задължително, е и колекционер на книги.

## Описание
Класическият библиофил е човек, който обича да чете, възхищава се от и колекционира книги, като често събира огромни количества от разнообразна или специализирана литература. Библиофилите не винаги искат да притежават тези книги, които харесват. Възможно е и да им се възхищават в стари библиотеки. Въпреки това най-често се случва библиофилите да са ревностни колекционери на книги, понякога поставяйки формата над съдържателните качества на творбата. Така те акцентират върху старите, редки или скъпи книги, първи издания или книги с автографи, специални корици и прочее.

## Употреба на термина
Библиофилията не бива да се бърка с библиоманията – обладаващо психическо разстройство, което включва в себе си колекционирането на книги до такава степен, че в един момент всички социални връзки са прекъснати и дори самото здраве е увредено. Тогава дори самият факт, че даден обект е книга, е напълно достатъчен, за да бъде колекциониран и обожаван от библиомана.